# Nishada marginalis
Nishada marginalis är en fjärilsart som beskrevs av Felder 1875. Nishada marginalis ingår i släktet Nishada och familjen björnspinnare. Inga underarter finns listade i Catalogue of Life.